# Liste des victoires des pilotes irakiens dans les combats aériens lors de la guerre Iran-Irak
Cet article contient la liste des victoires des pilotes irakiens connus dans les combats aériens lors de la guerre Iran-Irak. Les abattus confirmés sont en gras et les abattus probables sont en italique.
| Pilote              | Nombre total des abattus | Avions abattus               | Pilotes des Avions abattus                                                        | Arme                    | Date                                   | Avion              | Remarques |
| ------------------- | ------------------------ | ---------------------------- | --------------------------------------------------------------------------------- | ----------------------- | -------------------------------------- | ------------------ | --- |
| Mohommed Rayyan     | 5                        | Northrop F-5 F-4D F-4E RF-4E | ? Hosseyn Khalatbari (tué)/ Issa Arousmahalle (éjecté) ? Zolfaghari/Norouzi (tué) | R-13 R-40               | 23 Oct 80 21 Mar 85 5 Jui 85 10 Jui 86 | MiG-21MF MiG-25PD  | |
| S. A. Razak         | 4                        | Northrop F-5                 | Hassan Afshin Azar (tué) Ali Jahanshahloo (tué) ? (tué)                           | R-13M                   | 23 Sep 80 20 Oct 80                    | MiG-21MF           | |
| Ahmad Sabbah        | 3                        | Northrop F-5                 | Gholam Hosseyn Orouji(?) Massihollah Dinmohammadi(?) ?                            | AAM                     | 23 Sep 80 26 Sep 80                    | MiG-23MLA          | |
| Ahmad Salem         | 3                        | AH-1J F-4E                   | ? ? (éjecté, destinée inconnue)                                                   | 23 mm 23 mm R.550 Magic | ? Oct 82 27 Mar 87                     | MiG-21MF Mirage F1 | |
| Omar Goben          | 3                        | Northrop F-5                 | ? Abolhassani (tué) ? (endommagé)                                                 | R-13 R-13M R-23         | 12 Oct 80 26 Nov 80 ? Dec 82           | MiG-21MF MiG-23MF  | Le 20 février 1986, Goben a abattu aussi un civil Fokker F27-600. Tous les 49 membres de l'équipage et passagers ont été tués. |
| Advan Hassan Yassin | 3                        | Hélicoptère                  | ?                                                                                 | ?                       | ?                                      | Mi-25              | |
| Hassan              | 2                        | F-4E                         | ? (endommagé) ?                                                                   | R-13M                   | 23 Sep 80                              | MiG-21MF           | |
| S. Auda             | 2                        | CH-47C                       | ? (pilotes OK) ?                                                                  | 23 mm 23 mm             | 26 Fev 84 27 Fev 84                    | MiG-21MF MiG-21bis | |
| Mansoor             | 1                        | F-14 Tomcat                  | ?                                                                                 | ?                       | ? ? 1980                               | MiG-21             | |
| Ali Sabah           | 1                        | F-14 Tomcat                  | Gholamreza Nezamabadi (éjecté)                                                    | Super 530D              | 19 Juil 88                             | Mirage F1          | |
| Riadh Y. Yousef     | 1                        | F-4E                         | Dinmohammadi (tué)/ Nouri Bahadori (tué)                                          | 30 mm                   | 20 Oct 80                              | Su-20              | |
| Nasser Arkan Abadi  | 1                        | F-4D                         | Bijan Haji (tué)/ Ghodrat Kianjoo (tué)                                           | 23 mm                   | 8 Oct 80                               | MiG-21MF           | |
| Tariq Al-Dinmaruf   | 1                        | Northrop F-5                 | Amir Asadi (?)                                                                    | 23 mm                   | 30 Sep 80                              | Mig-21MF           | |
| Sadiq               | 1                        | F-4E                         | Eskandar (OK)/ Rio (tué)                                                          | R-13M                   | 8 Sep 80                               | MiG-21MF           | |
| Zeki                | 1                        | F-4E                         | ?                                                                                 | R.550 Magic             | ? Dec 80                               | MiG-21bis          | |
| Nawfal              | 1                        | F-5                          | Abdolhassani (tué)                                                                | R-60                    | 26 Nov 80                              | MiG-21bis          | |
| Mukhalad            | 1                        | F-4E                         | ? (endommagé)                                                                     | R.550 Magic             | 4 Dec 81                               | Mirage F1          | |
| Faiq                | 1                        | AH-1                         | ?                                                                                 | 23 mm                   | ? Oct 80                               | MiG-23MS           | |